# Ернст Гальберґ
Ернст Гальберґ (швед. Ernst Hallberg, 5 січня 1894 — 28 квітня 1944) — шведський вершник.
Бронзовий призер Олімпійських Ігор 1928 року в командному конкурі.